# Glycyphana enganoënsis
Glycyphana enganoënsis är en skalbaggsart som beskrevs av Miksic 1968. Glycyphana enganoënsis ingår i släktet Glycyphana och familjen Cetoniidae. Inga underarter finns listade i Catalogue of Life.